# هارالد نيلسن تانجين
هارالد نيلسن تانجين (بالنرويجية البوكمول: Harald Nilsen Tangen)‏ هو لاعب كرة قدم نرويجي في مركز الوسط، ولد في 3 يناير 2001 في ستافانغر في النرويج. لعب مع نادي فيكينغ.

## وصلات خارجية
- هارالد نيلسن تانجين على موقع اتحاد النرويج (النرويجية)
- هارالد نيلسن تانجين على موقع قاعدة بيانات كرة القدم.إي يو (الإنجليزية)
- هارالد نيلسن تانجين على موقع Soccerway.com (الإنجليزية)